# Rinsoz & Ormond
Die Rinsoz & Ormond Tabac S.A. war ein Schweizer Zigarren- und Tabakhersteller mit Sitz in Vevey.

## Geschichte
Gegründet wurde das Unternehmen 1852 durch Louis Ormond als Manufacture de cigares Ormond & Cie. Dieser übernahm damals von Bernard Lacaze eine Tabakfabrik in Vevey und stellte aus Kentucky-Tabak Zigarren her, die unter dem Namen Veveysans auch nach England und Australien exportiert wurden. Das Unternehmen gilt auch als Erfinder der Stumpen. Ormond besass zudem im Grossherzogtum Toskana das Tabakmonopol. 1903 stieg mit Louis Rinsoz ein weiterer Schweizer Unternehmer in die Zigarrenproduktion ein. Unter der Marke Meccarillos vertrieb er eine Zigarrensorte, die noch heute international bekannt ist.
1930 schlossen sich die beiden Unternehmen zur Rinsoz & Ormond zusammen. Diese entwickelte sich über die Jahrzehnte zu einem der namhaftesten Schweizer Produzenten und Vertreibern von Zigarren. Parallel dazu wurden die Geschäftsaktivitäten durch diverse Akquisitionen auf andere Bereiche ausgeweitet, wodurch sich das Unternehmen zu einem diversifizierten Konzern, mit Tätigkeiten im Vertrieb gastronomischer Produkte für Hotellerie und Gastronomie entwickelte.

### Aufspaltung
1990 entschied die Rinsoz & Ormond Holding SA, sich neu auszurichten und sich vollständig aus dem Tabakgeschäft, das zu diesem Zeitpunkt 60 Prozent ausmachte, zurückzuziehen. Im Zuge der strategischen Neuausrichtung auf den Nahrungsmittelbereich wurde die Rinsoz & Ormond Holding SA in Orior Holding SA umbenannt. Diese entwickelte sich in der Folge zu einem bedeutenden Lebensmittelunternehmen.
Das in der Rinsoz & Ormond Tabac S.A. zusammengefasste Tabakgeschäft wurde vom damaligen französischen Tabakmonopolunternehmen SEITA übernommen. Später ging die Rinsoz & Ormond Tabac S.A. in den Besitz des Schweizer Zigarrenfabrikanten Burger Söhne über und wurde schliesslich mit Beschluss der ausserordentlichen Generalversammlung vom 17. Dezember 2003 aufgelöst. Die Marken Meccarillos, Ormond und Fivaz werden heute von der Burger Söhne AG produziert und vertrieben.